# Tiro con l'arco alla XXV Universiade
Le gare di tiro con l'arco si sono svolte a Belgrado, Serbia, dal 30 giugno al 10 luglio 2009.

## Podi

### Uomini
| Evento                             | Oro                                                       | Argento                                                    | Bronzo                                                   |
| Individuale ricurvo (dettagli)     | Viktor Ruban                                              | Wang Cheng-pang                                            | Dmytro Hrachov                                           |
| Individuale compound (dettagli)    | Steven Gatto                                              | Federico Pettenazzo                                        | Danzan Khaludorov                                        |
| Gara a squadre ricurvo (dettagli)  | Ucraina Kim Seong Hoon Park Hee Jae Kim Jaehyeong         | Taipei Cinese Wang Cheng-pang Kuo Cheng-Wei Sung Chia-Chun | Italia Massimiliano Mandia Amedeo Tonelli Matteo Fissore |
| Gara a squadre compound (dettagli) | Stati Uniti Stephen Schwade Zachary Plannick Steven Gatto | Messico Eduardo Villasenor Gerardo Alvarado Hafid Jaime    | Russia Anton Khlyshchenko Denis Segin Danzan Khaludorov  |

### Donne
| Evento                             | Oro                                                | Argento                                                     | Bronzo                                              |
| Individuale ricurvo (dettagli)     | Kim Yeseul                                         | Kim Yumi                                                    | Gema Buitron Cortinas                               |
| Individuale compound (dettagli)    | Seok Jihyun                                        | Victoria Balzhanova                                         | Erika Anschutz                                      |
| Gara a squadre ricurvo (dettagli)  | Corea del Sud Chang Hyejin Kim Yumi Kim Yeseul     | Ucraina Tetyana Dorokhova Viktoriya Koval Olena Kushniruk   | Cina Jialing Qian Dan Guo Ling Chen                 |
| Gara a squadre compound (dettagli) | Taipei Cinese Chen Li Ju Wen Yu-Chun Lin Chia-Ying | Russia Natal'ja Avdeeva Victoria Balzhanova Albina Loginova | Corea del Sud Seo Jung Hee Kwon Ohhyang Seok Jihyun |

### Misto
| Evento                             | Oro                                      | Argento                                 | Bronzo                                     |
| Gara a squadre ricurvo (dettagli)  | Corea del Sud Kim Seong Hoon Kim Yeseul  | Ucraina Dmytro Hrachov Viktoriya Koval  | Polonia Justyna Mospinek Rafał Dobrowolski |
| Gara a squadre compound (dettagli) | Russia Danzan Khaludorov Albina Loginova | Stati Uniti Steven Gatto Erika Anschutz | Corea del Sud Kim Dong Gyu Seok Jihyun     |

## Medagliere
| Pos.   | Paese         |    |    |    | Totale |
| ------ | ------------- | -- | -- | -- | ------ |
| 1      | Corea del Sud | 5  | 1  | 2  | 8      |
| 2      | Stati Uniti   | 2  | 1  | 1  | 4      |
| 3      | Russia        | 1  | 2  | 2  | 5      |
| 4      | Ucraina       | 1  | 2  | 1  | 4      |
| 5      | Taipei Cinese | 1  | 2  | 0  | 3      |
| 6      | Italia        | 0  | 1  | 1  | 2      |
| 7      | Messico       | 0  | 1  | 0  | 1      |
| 8      | Cina          | 0  | 0  | 1  | 1      |
| 8      | Polonia       | 0  | 0  | 1  | 1      |
| 8      | Spagna        | 0  | 0  | 1  | 1      |
| Totale | Totale        | 10 | 10 | 10 | 30     |